# 데이미언 (드라마)
《데이미언》(영어: Damien)는 2016년 방영된 미국의 공포 드라마이다. 영화 《오멘》(1976)의 속편격으로 제작되었으며, 성인이 된 데이미언이 적그리스도로 태어난 운명을 거부하다가 받아들기까지의 과정을 그린다.

## 출연진
- 브래들리 제임스
- 메걸린 에치쿤워케이
- 오미드 압타히
- 바버라 허시
- 스콧 윌슨
- 티퍼니 하인스